# Шерлок Холмс (филм, 2009)
Вижте пояснителната страница за други значения на Шерлок Холмс.
„Шерлок Холмс“ (на английски: Sherlock Holmes) е американски филм на режисьора Гай Ричи и продуциран от Джоел Силвър, Сюзън Дауни, Лайнъл Уиграм и Дан Лин базиран на едноименния герой на Артър Конан Дойл. В ролята на знаменития детектив е Робърт Дауни Джуниър, а верният му помощник д-р Уотсън е изигран от Джуд Лоу.
Филмът е заснет по сценарии на Лайнъл Уиграм, който отдавна мечтаел да пренесе на голям екран историята на най-прочутия детектив в света.
Продължението със заглавие Шерлок Холмс: Игра на сенки излиза на екран на 16 декември 2011

## Сюжет
Действието на филма се развива през 1890. Шерлок Холмс и д-р Уотсън предотватряват последното от шестте човешки жертвоприношения в Лондон. Виновникът лорд Блекууд, почитател на тъмни окултни науки, е осъден на смърт, но дори след изпълнението на присъдата поредицата ритуални убийства продължават. Цял Лондон трепери от лорд Блекууд, който изглежда е възкръснал и продължава да сее смърт.
Всички надежди за спасение са насочени към Шерлок Холмс, който обаче си има свои проблеми. Верният му помощник и приятел Уотсън ще се жени и детективът се чувства изоставен. На помощ на двамата приятели идва и старата познайница на Холмс, измамницата Айрин Адлър. Тримата трябва да спрат лорд Блекууд и тайнствения, който стои в дъното на заговора, преди злосторниците да задействат пъкления си план.

## Актьорски състав
| Актьор               | Роля                                                                           |
| -------------------- | ------------------------------------------------------------------------------ |
| Робърт Дауни Джуниър | Шерлок Холмс – най-добрият частен детектив в Европа                            |
| Джуд Лоу             | Доктор Уотсън – пенсиониран военен лекар и най-добър приятел на Холмс          |
| Марк Стронг          | лорд Хенри Блекууд – аристократичен сериен убиец, занимаващ се с окултизма     |
| Рейчъл Макадамс      | Айрийн Адлър – главната измамницата в Европа и тайна приятелка на Холмс        |
| Кели Райли           | Мери Морстан – годеницата на Уотсън, която не харесва Холмс                    |
| Еди Марсан           | инспектор Лестрейд – следовател от Скотланд Ярд                                |
| Ханс Матисън         | лорд Кауърд – министърът на вътрешните работи и тайният помощник на Блекууд    |
| Джералдин Джеймс     | Мисис Хъдсън – хазяйка на апартамента, в който живее Шерлок Холмс              |
| Джеймс Фокс          | сър Томас Ротерам – биологичен баща на лорд Блекууд и глава на четирите ордена |
| Уилям Хоуп           | Джон Стандиш – посланик на САЩ                                                 |
| Уилям Хоуп           | Драгер – огромен френскоговорещ бандит, привърженик на Блекууд                 |
| Уилям Хюстън         | полицай Кларк                                                                  |
| Джаред Харис         | Професор Мориарти – най-опасният престъпник в Европа                           |
| Андрю Джак           | Професор Мориарти (глас)                                                       |

## В България
На 1 януари 2010 г. филмът е пуснат по кината от Александра Филмс.
На 17 май 2010 г. филмът е издаден на DVD.
На 16 март 2014 г. филмът е излъчен премиерно по „Би Ти Ви“ с български дублаж.
| Пост                | Име                                                                                                   |
| ------------------- | --- |
| Озвучаващи артисти  | Христина Ибришимова Гергана Стоянова Георги Георгиев-Гого Даниел Цочев Любомир Младенов Симеон Владов |
| Преводач            | Илияна Йорданова                                                                                      |
| Тонрежисьор         | Радослав Колев                                                                                        |
| Режисьор на дублажа | Албена Павлова                                                                                        |